# Integrale Politik Schweiz
Die Integrale Politik Schweiz (IP) ist eine politische Kleinpartei in der Schweiz. Sie verfolgt ein integrales Welt- und Menschenbild. Die Partei versteht sich gleichzeitig als politische Bewegung.

## Entstehung
Nach mehrjähriger Vorarbeit des Vereins «Integrale Politik» wurde die Partei am 7. Mai 2011 in Bern gegründet.

## Bisherige Wahlteilnahmen
- Nationalratswahlen 2011 im Kanton Freiburg[2]
- Freiburger Grossratswahlen 2012 in den drei Bezirken «Saane Land», «Stadt Freiburg» und «Greyerz»[3]
- Zürcher Kantonsratswahlen 2015 im Bezirk Affoltern[4]
- Nationalratswahlen 2015 in den Kantonen Aargau, Genf, Luzern und St. Gallen.[5]
- Nationalratswahlen 2019 in den Kantonen Zürich, Luzern und Basel-Stadt.[6]